# Голый пистолет 33⅓: Последний выпад
«Голый пистолет 33⅓: Последний выпад» (англ. Naked Gun 33⅓: The Final Insult) — американская кинокомедия режиссёра Питера Сигала с Лесли Нильсеном в главной роли. Фильм является продолжением картин «Голый пистолет» и «Голый пистолет 2½: Запах страха». Режиссёр предыдущих двух фильмов, Дэвид Цукер, выступил сценаристом и продюсером третьей части.
Тэглайн фильма — «Шутки по большей части новые» (англ. Mostly all new jokes).

## Сюжет
Фрэнк Дребин, протагонист всех частей фильма, спасает во сне президента Клинтона и Папу Римского Иоанна Павла II от покушения и просыпается с ощущением, что силы у него уже не те.
В продуктовом магазине Фрэнк становится свидетелем ограбления, но  вспоминает, что он в отставке и у него больше нет возможности законно ловить преступников. Его жена, Джейн Спенсер-Дребин, пытается сподвигнуть его на зачатие ребёнка, но Фрэнк не хочет пройти через это ещё раз.
Депрессию прерывают его старые друзья, Эд Хокен и Нордберг, которые просят Фрэнка помочь в расследовании дела. Стало известно, что известный террорист-подрывник Рокко Диллон, отбывающий наказание в одной из тюрем, за 5 млн долларов был нанят арабским террористом Папшмиром из первого фильма, чтобы провести крупный теракт против США. Дребин при помощи подруги Рокко Тани Питерс проникает в тюрьму к Диллону под видом заключённого Ника МакГирка по прозвищу «Бритва», чтобы подружиться с ним и выяснить детали плана побега. Джейн, заподозрив, что Фрэнк снова стал работать в полиции, бросает мужа и уходит из дома.
В тюрьме Фрэнк завоевывает доверие Рокко и они сбегают из тюрьмы через туннель, который выходит наружу в одной из школ Лос-Анджелеса. Рокко даже удаётся убедить свою мать Мюриель пригласить Фрэнка в их дом. Детали планов на будущее ему не раскрывают, и он вынужден остаться. Тем временем Джейн, уехавшая к своей подруге Луизе, понимает, что действительно скучает по Фрэнку. Она звонит домой, где никто не отвечает, но обнаруживает подсказку — адрес Тани Питерс на платке, записанный Фрэнком. Джейн едет по указанному адресу и попадает в лапы Рокко с его матерью, которые уже готовы её убить. Дребин едва спасает жизнь Джейн, предложив использовать её в качестве заложницы и в конечном счёте Рокко рассказывает свой план: бомба должна быть взорвана на церемонии премии «Оскар». Взрывчатка спрятана в конверте с указанием категории «Лучший фильм» и  сработает при его вскрытии.
В ночь награждения Фрэнк и Джейн отдельно от команды Рокко отправляются на поиски бомбы, но им не удаётся найти бомбу до начала церемонии. Когда Фрэнк под видом Фила Донахью врывается на сцену и неловко пытается предотвратить взрыв бомбы, Рокко и его мать понимают, что происходит и похищают Джейн. Вскоре Фрэнк выстрелом срывает электронное табло над сценой и убивает Мюриель под аплодисменты зрителей. Отчаянный Рокко решает взорвать бомбу, чтобы проследовать за матерью, но Фрэнку удаётся при помощи телевизионного кабеля катапультировать Рокко и бомбу из зала награждения прямо в частный вертолёт Папшмира, который погибает вместе с Диллоном от взрыва заминированного конверта. Фрэнк и Джейн вновь обретают свою любовь.
Девять месяцев спустя Дребин и Нордберг идут в роддом забрать Джейн и новорожденного, но в спешке они попадают в другую палату. Видя, что ребёнок — афроамериканец, Фрэнк предполагает вину в этом Нордберга и гонится за удивлённым другом, которого собирается избить. Затем появляется Хокен, который вывозит на коляске из палаты Джейн с белым ребёнком от Дребина.

## В ролях
- Лесли Нильсен — лейтенант Фрэнк Дребин
- Присцилла Пресли — Джейн Спенсер, жена Фрэнка
- Джордж Кеннеди — Эд Хокен
- О. Джей Симпсон — Нордберг
- Фред Уорд — Рокко Диллон, террорист
- Кэтлин Фримен — Мюриел Диллон, мать Рокко
- Анна Николь Смит — Таня Питерс
- Эллен Грин — Луиза, подруга Джейн
- Эд Уильямс — Тэд Олсен
- Рэй Бирк — Папшмир
- Рик Скарри — Роберт Де Ниро
- Крисси Боччино — Мать Тереза
- Тимоти Воттерс — президент Билл Клинтон
- Эуген Грейтак — Папа Римский
- Розалинд Аллен — Бобби

### Камео
- Шеннен Доэрти
- Олимпия Дукакис
- Морган Фэйрчайлд
- Эллиотт Гулд
- Мэриел Хемингуэй
- Флоренс Хендерсон
- Джеймс Эрл Джонс
- Мэри Лу Реттон
- Ракель Уэлч
- Ванна Уайт
- «Странный Эл» Янкович
- Пиа Задора

## Награды
| Год  | Награда        | Номинация                                           | Результат |
| ---- | -------------- | --------------------------------------------------- | --------- |
| 1995 | Золотая малина | Худшая новая звезда (Анна Николь Смит)              | Победа    |
| 1995 | Золотая малина | Худшая мужская роль второго плана (О. Джей Симпсон) | Победа    |